# Estación Porvenir
Estación Porvenir é uma localidade uruguaia  que faz parte do município de Porvenir, no departamento de Paysandú, a 23km de distância da capital Paysandú.

## Toponímia
A localidade possui este nome, pois se encontra próxima a Porvenir, que foi fundada como "Colonia Agricola Porvenir" e implantada com 14 famílias provindas de Comunidade Valenciana

## População
Segundo o censo de 2011 a localidade contava com uma população de 137 habitantes.
| Variação demográfica do município entre 2004 e 2011 |
|                                                     |

## Autoridades
A localidade é subordinada ao município de Porvenir.

## Religião
A localidade possui uma capela "Santa Rosa", subordinada à paróquia "São Bendito e Nossa Senhora do Rosário" (cidade de Paysandú), pertencente à Diocese de Salto)

## Transporte
A localidade possui a seguinte rodovia:
- Acesso a Ruta 90.[8]